# Mediterranea polygyra
Mediterranea polygyra is een slakkensoort uit de familie van de Oxychilidae. De wetenschappelijke naam van de soort is voor het eerst geldig gepubliceerd in 1885 door Pollonera.